# Börfink
Börfink ist eine Ortsgemeinde im Landkreis Birkenfeld in Rheinland-Pfalz. Sie gehört zur Verbandsgemeinde Birkenfeld.

## Geographie

### Lage
Der Ort liegt am Traunbach beim 816 Meter hohen Erbeskopf im Schwarzwälder Hochwald im Hunsrück. 78,8 Prozent der Gemarkungsfläche sind bewaldet. Im Südosten befindet sich Abentheuer und südwestlich liegt das zu Neuhütten gehörende Muhl.
Zu Börfink gehören auch die Wohnplätze Einschiederhof, Forellenhof Trauntal und Bunker Erwin, sowie der Weiler Thranenweier.
Börfink ist eine Nationalparkgemeinde im Nationalpark Hunsrück-Hochwald.

### Klima
Der Jahresniederschlag beträgt 1133 mm.

## Geschichte
Börfink soll aus einer Köhlersiedlung entstanden sein, gegründet von Balduin Hartmann, dessen Hütte Balduinshäuschen genannt wurde. Es gehörte bis zum Ende des 18. Jahrhunderts zur Hinteren Grafschaft Sponheim und in preußischer Zeit zum Landkreis Trier.

„Wasser und Wald haben die Entstehung und die Geschichte von Börfink maßgeblich geprägt. Die Traun entspringt im Tranenbruch zwischen Hüttgeswasen und der kleinen  Siedlung Tranenweier. Im 18. und 19.Jahrhundert lieferten  der klare Mittelgebirgsbach und seine Nebenbäche die Wasserkraft für den Betrieb eines Sägewerks bei Tranenweier und mehrerer Mühle  auf dem Einschieder Hof und in Börfink. Der Bestand des 1710 erbauten Sägewerks war nur von kurzer Dauer, weil ‚missgünstige gottlohse Leuthe‘ die Anlage Pfingsten 1716 in Brand setzen. Sie wurde wieder aufgebaut und bis 1742 weiter betrieben. Der Staudamm ist heute  noch deutlich im Wiesengelände unterhalb der Ortslage erkennbar. Das Ochsenfloß speiste ab 1833 über ein Mühlgrabensystem die Ölmühle auf dem Einschiederhof. Bis heute  erhalten sind  Teile einer Vollkornmühle,  im Anwesen der Familie Collet. Die Mahleinrichtung ist noch weitgehend intakt, das Mühlrad fehlt allerdings.  Das
1865 erbaute Quereinhaus dient heute als Gasthaus mit Gästezimmern. Der Wald war über Jahrhunderte Arbeitsplatz der Menschen und Rohstofflieferant für die Hüttenindustrie, die im 17. Und 18.Jahrhundert in der Region eine vorübergehende Bedeutung erlangte. Zum Schmelzen der Erze wurden große Mengen Holzkohle benötigt. Zahlreiche Kohle-Meilerplätze zeugen von dieser intensiven Form der Waldnutzung.“

Der Kommandobunker Börfink, genannt Bunker Erwin,  wurde 1964 im Erbeskopf in Betrieb genommen. Er diente unter anderem als geheimer NATO-Bunker zur Luftüberwachung Mitteleuropas in der Zeit des Kalten Kriegs. „Heute ist die Anlage zivil genutzt. Es entsteht dort ein Rechenzentrum. Außerdem sind in einem überirdischen Verwaltungsgebäude die Ranger des Nationalparks mit ihren Büros und Werkstätten untergebracht“.
Nach der Abtretung des Ortsteils Muhl mit 150 Einwohnern an die Gemeinde Neuhütten, die am 7. November 1970 wirksam wurde, wurde die Gemeinde, die Börfink-Muhl hieß, am 1. Januar 1971 in Börfink umbenannt.
Bevölkerungsentwicklung
Die Entwicklung der Einwohnerzahl von Börfink bezogen auf das heutige Gemeindegebiet, die Werte von 1871 bis 1987 beruhen auf Volkszählungen:
| Jahr | Einwohner |
| ---- | --------- |
| 1815 | 300       |
| 1835 | 461       |
| 1871 | 307       |
| 1905 | 341       |
| 1939 | 213       |
| 1950 | 209       |
| 1961 | 327       |

| Jahr | Einwohner |
| ---- | --------- |
| 1970 | 230       |
| 1987 | 209       |
| 1997 | 217       |
| 2005 | 192       |
| 2011 | 192       |
| 2017 | 172       |
| 2019 | 167       |

## Politik

### Bürgermeister
Martin Döscher wurde 2009 Ortsbürgermeister von Börfink. Bei der Direktwahl am 26. Mai 2019 wurde er mit einem Stimmenanteil von 71,70 % für weitere fünf Jahre in seinem Amt bestätigt. Döschers Vorgängerin Monika Schabert hatte das Amt von 2004 bis 2009 ausgeübt.
Zur Kommunalwahl am 9. Juni 2024 trat er nicht mehr an. Stattdessen wurde Marco Best (parteilos) ohne Gegenkandidaten mit 67,6 % der Stimmen zum neuen Bürgermeister gewählt.

### Wappen
| Wappen von Börfink | Blasonierung: „In schräglinksgeteiltem Schild vorne rot-silber geschacht, hinten in Schwarz ein goldenes Köhlerfeuer.“ |
| Wappen von Börfink | Es wurde 1972 von der Bezirksregierung Koblenz genehmigt.                                                              |

## Wirtschaft und Infrastruktur
Im Osten verläuft die Bundesstraße 41 und im Süden die Bundesautobahn 62. In Neubrücke ist ein Bahnhof der Bahnstrecke Bingen–Saarbrücken.
Die Buslinie 323 im Rhein-Nahe-Nahverkehrsverbund verbindet Börfink mit Birkenfeld.
Der Forellenhof Trauntal ist der größte Fischzuchtbetrieb von Rheinland-Pfalz.

## Tourismus
Eine Etappe des Fernwanderwegs Saar-Hunsrück-Steig endet in Börfink. Um Börfink verläuft eine der „Traumschleifen“ genannten Premium-Wanderwege der Region Saar-Hunsrück. Es ist die ungefähr 9 Kilometer lange „Börfinker Ochsentour“, die unter anderem durch das besonders geschützte Moorgebiet Ochsenbruch führt. Im Gemeindeteil Thranenweier verläuft die neu geschaffene barrierefreie „Nationalpark-Inseltour“ von 1,6 Kilometern Länge, die „Wissenswertes über die Entstehung, den Erhalt und die Vielfalt der dort vorkommenden Arten“ vermitteln will.

## Fotogalerie

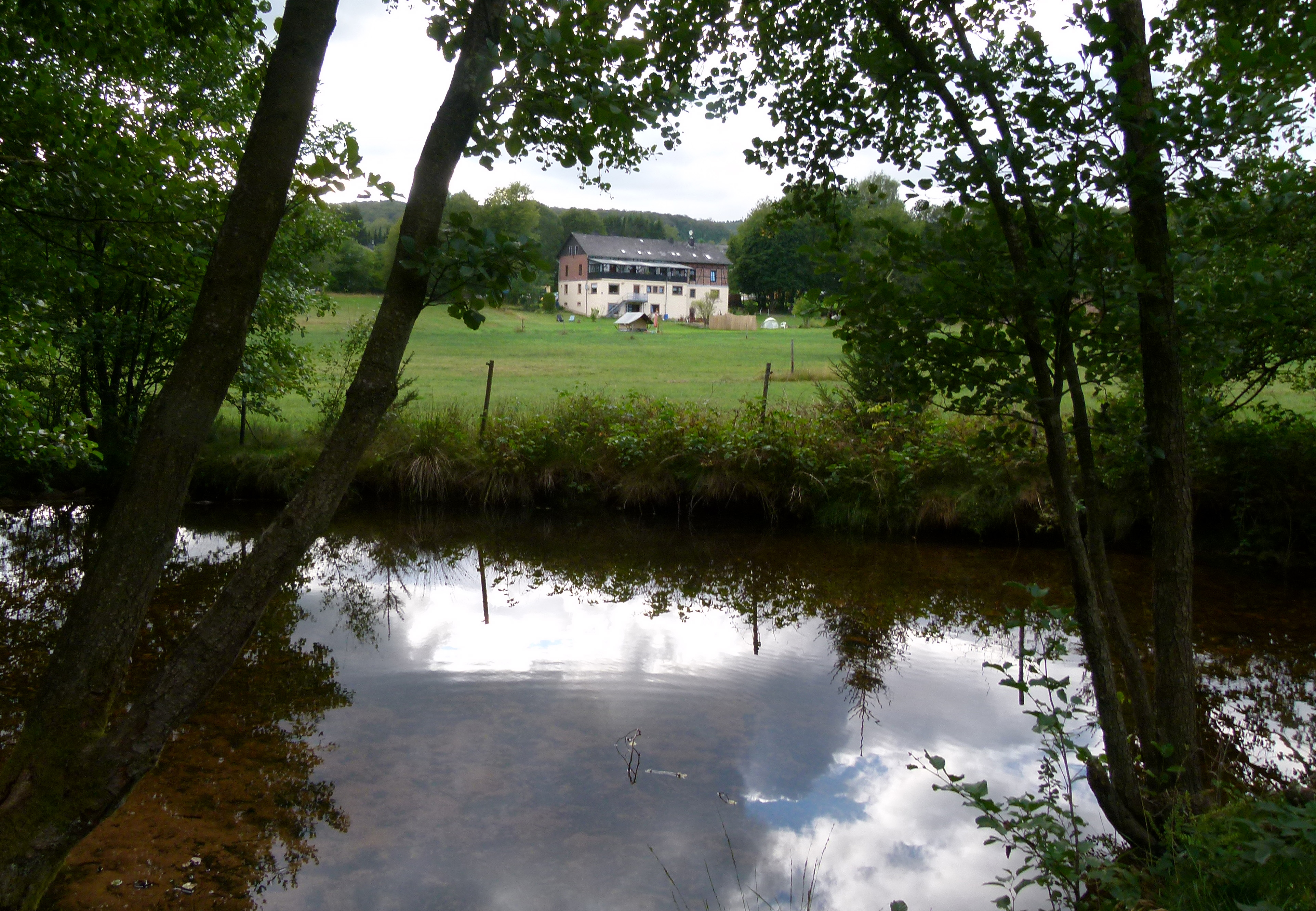
Börfink liegt am Traunbach. Hinten die denkmalgeschützte Alte Mühle
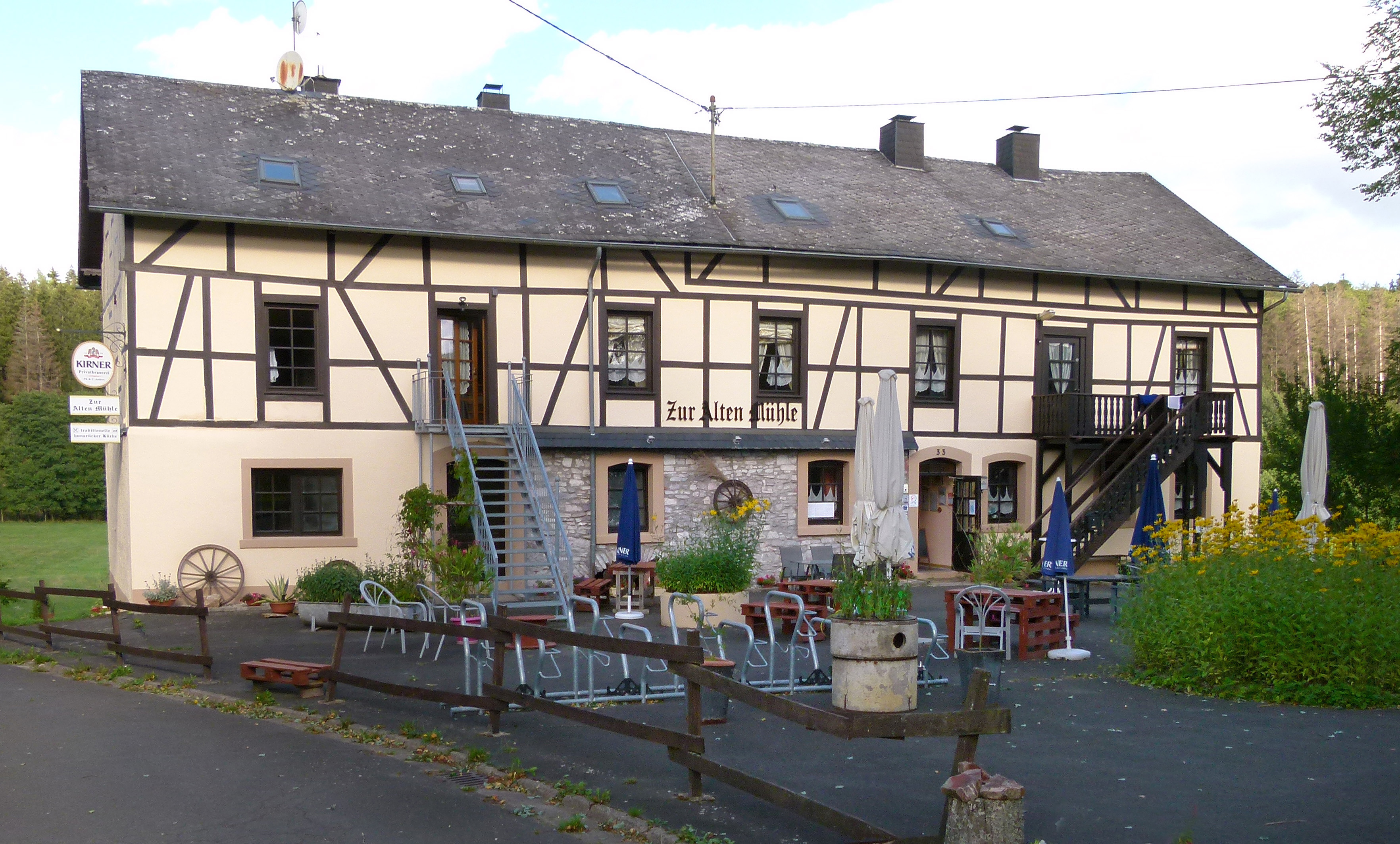
Die Alte Mühle von Börfink, erbaut 1865, ist heute ein Landgasthof
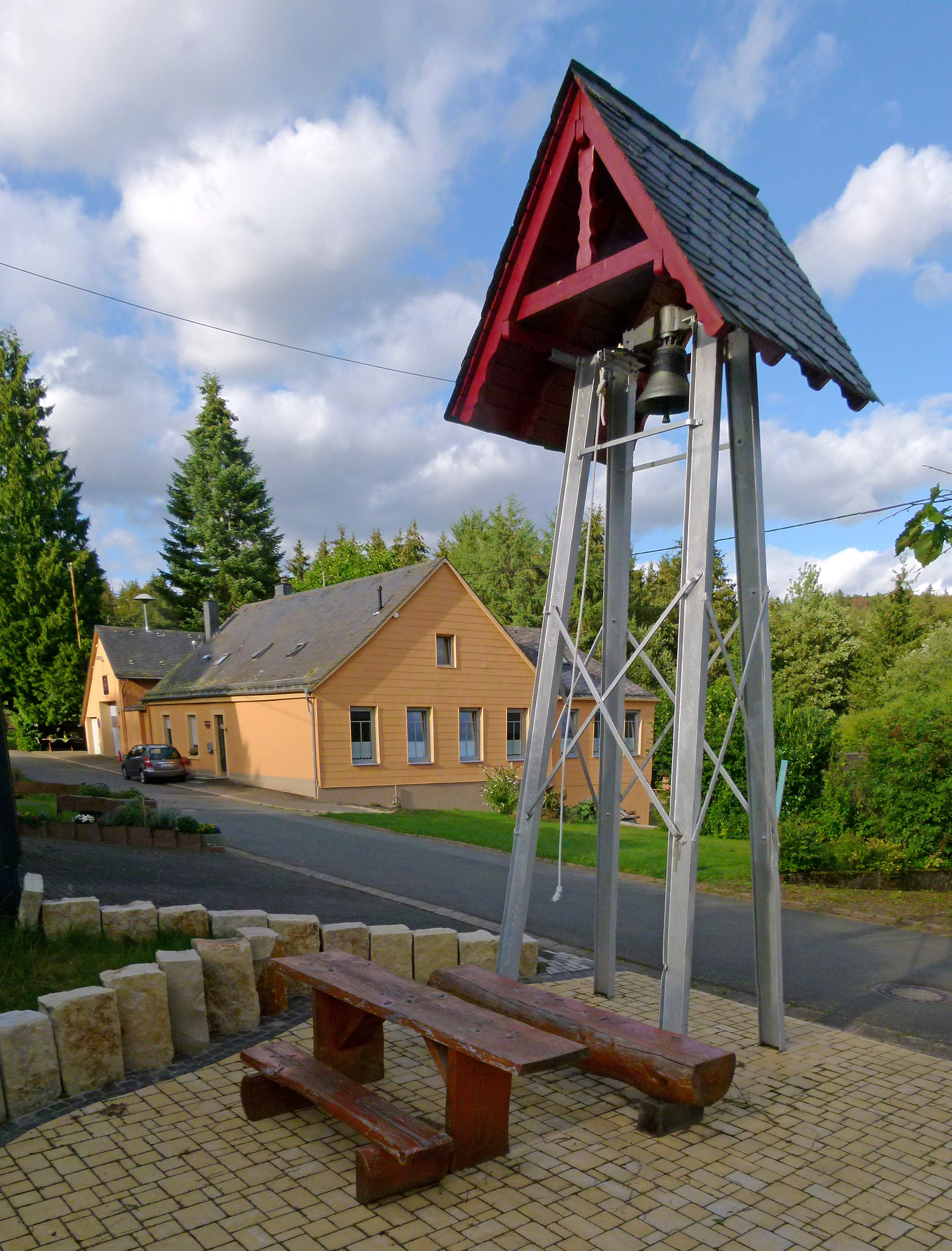
Der Glockenturm mit der Johann Peter Pilger – Glocke, dahinter das Gemeindehaus
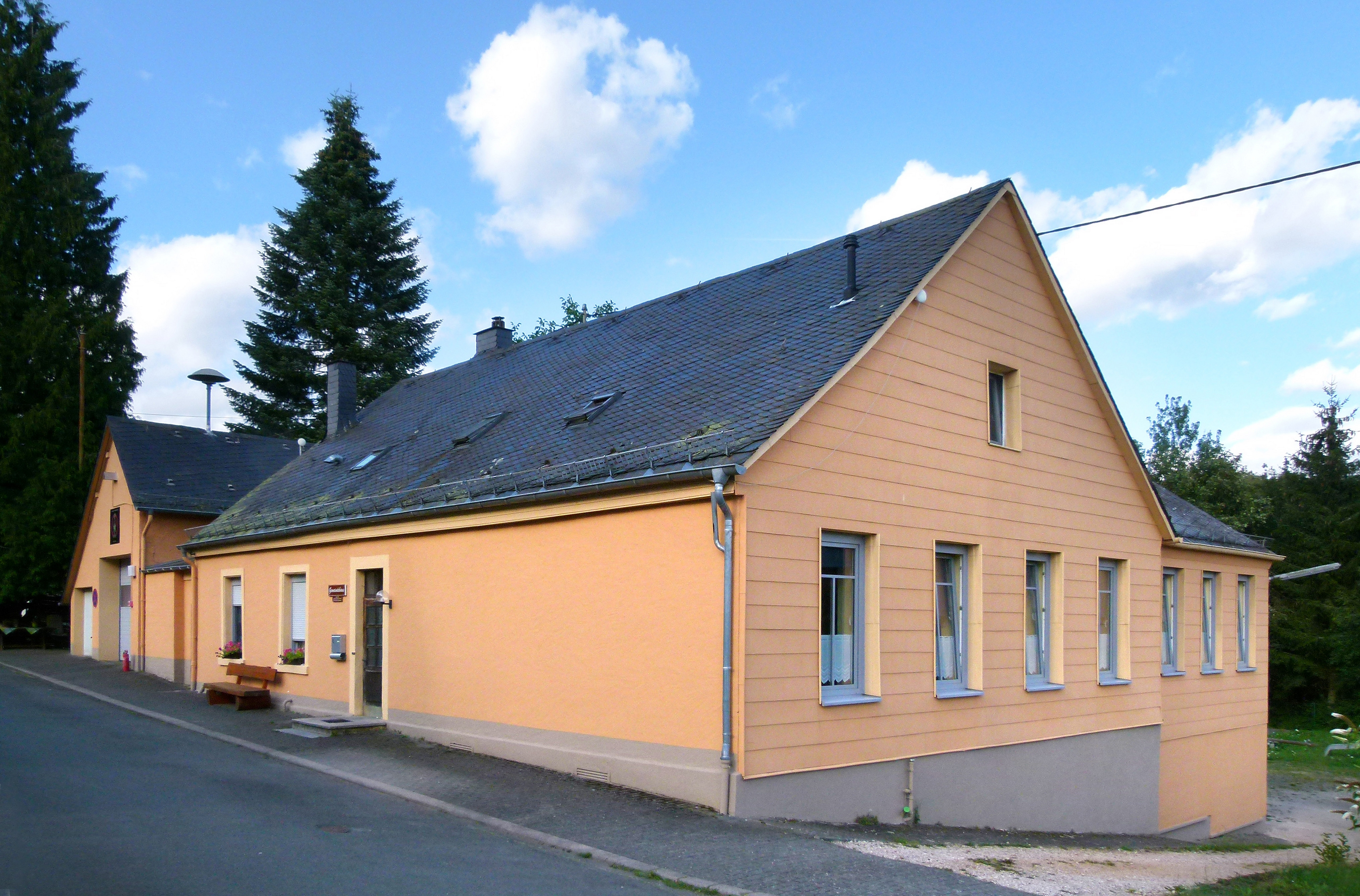
Gemeindehaus mit Freiwilliger Feuerwehr, erbaut 1842. Das Gebäude diente bis 1969 als Schule
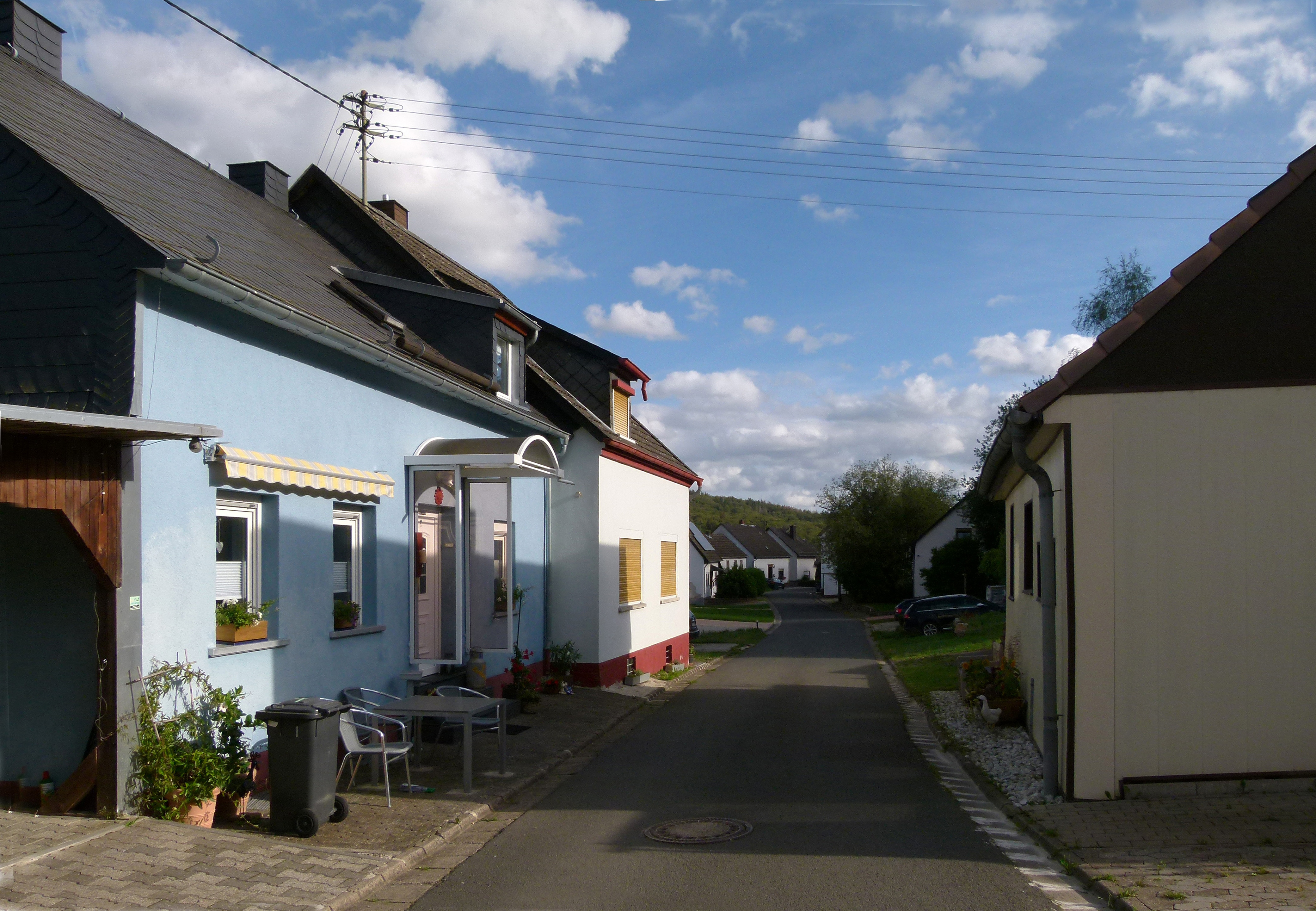
Zentral in Börfink, die Dorfstraße, die durch den kleinen Ort führt
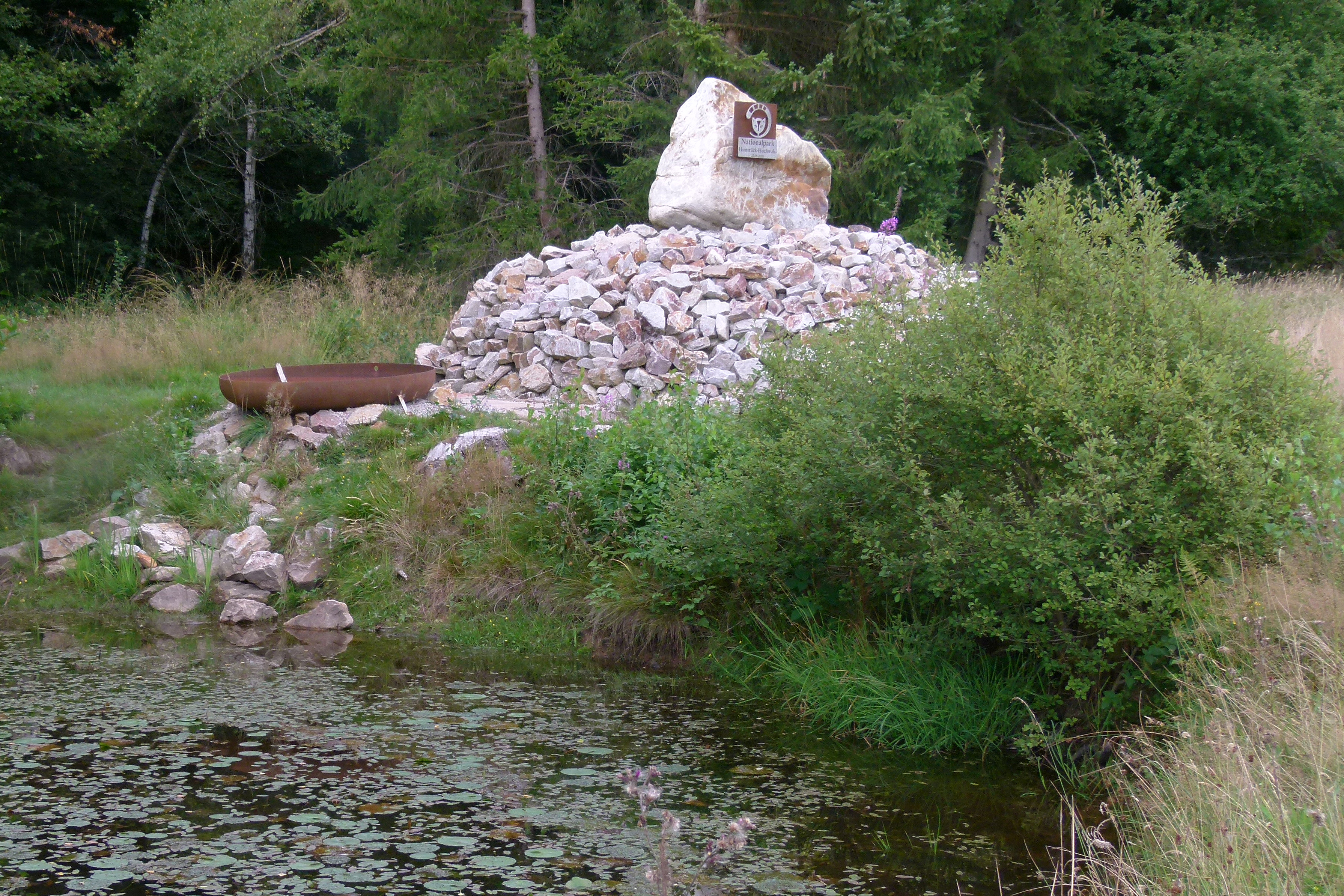
Das Nationalpark-Denkmal Zeitpunkt am Traunbach, im Jahr 2015 am Ortsrand von Börfink neben dem früheren Löschwasserteich errichtet